# Вальдеавельяно-де-Тера
Вальдеавельяно-де-Тера (ісп. Valdeavellano de Tera) — муніципалітет в Іспанії, у складі автономної спільноти Кастилія-і-Леон, у провінції Сорія. Населення — 220 осіб (2010).
Муніципалітет розташований на відстані близько 190 км на північний схід від Мадрида, 22 км на північний захід від Сорії.

## Демографія
Динаміка населення (INE ):

## Галерея зображень

Розташування муніципалітету Вальдеавельяно-де-Тера